# Quiktrol
Quiktrol was de merknaam van een datacommunicatiesysteem voor spoorwegbeveiligingstoepassingen, ontwikkeld door de firma General Railway Signal Company. Het systeem maakte het mogelijk om via één transmissiekanaal meerdere stationsbeveiligingssystemen op afstand te bedienen. 
In Nederland is het systeem door de NS gebruikt om een groot aantal bedienposten op kleine stations te kunnen opheffen en vanuit een zogenaamde Centrale Verkeersleiding (CVL) te kunnen besturen.
Dit systeem is op twee posten in gebruik geweest. Eén CVL-post was Blauwkapel, de kruising van de lijnen Maliebaan - Hilversum en Utrecht Centraal - Amersfoort. De andere was voor de bediening van de stations op het deel Nijmegen - Blerick van de spoorlijn Nijmegen - Venlo. De stations Nijmegen en Blerick hadden hun eigen stationbeveliging en werden dus niet door de CVL-post bediend.